# Federazione pallavolistica della Repubblica del Congo
La Federazione congolese di pallavolo (fra. Fédération congolaise de volley-ball, FCV) è un'organizzazione fondata per governare la pratica della pallavolo nella Repubblica del Congo.
Organizza il campionato maschile e femminile, e pone sotto la propria egida la nazionale maschile e femminile.
Ha aderito alla FIVB nel 1964.